# آبشار رینبو
آبشار رینبو (به انگلیسی: Rainbow Falls) آبشاری است که در کشور ایالات متحده آمریکا واقع شده‌است و بلندترین ریزشگاه آن ۲۴ متر ارتفاع دارد. حوضهٔ آبریز این آبشار، رود وایلوکو است.